# Casi Flamenco (együttes)
A Casi Flamenco [spanyol, ejtsd: ˈkasi flaˈmenko] egy magyar tagokból álló flamenco zenekar, ami Budapesten működik.

## Az együttes története
Az együttes 2006-ban alakult a flamencót már akkor is régebb óta művelő fiatalokból. Változó felállásban azóta is a budapesti flamenco színtér állandó szereplői. Alapítók: Bodrogi Berta (tánc), Boncza Anna (tánc), Hegyi Nóra (tánc), Kinczel Ákos (tánc), Kuszinger Róbert (ének), Papirnyik Norbert (gitár). További tagok voltak még az évek során: Mákó Kató (2007, ütőhangszerek), Zaletnyik Tamás (2008-2011, cajon) Váncza Dominika ( -2025, tánc, ének)
Az elmúlt években változó intenzitással budapesti klubokban, esetleg fesztiválokon voltak láthatóak.

## Műsor
A Casi Flamenco műsora a flamenco stílusok alapelemeiből építkezik. A hagyományos flamenco stílusokon kívül a modernebb, slágeresebb darabokat is feldolgozzák repertoárjukban.
Míg az alapításkor a táncos számok domináltak, az utóbbi évekre a műsor gerincét tisztán zenés  számok adják 1-1 szóló tánccal kiegészítve, ami mindig a hagyományosabb flamenco stílusokon alapul (Cantinas, Bulerías, Seguiriyas, Tangos).

## Alkalmazott hangszerek
A zenekar által használt hangszerek között több, elsősorban a flamenco-ban elterjedt hangszer szerepel. A jól ismert spanyol (flamenco) gitáron kívül cajón és udu, ritkábban úd (oud) is hallható. Bár a köztudatban nem hangszerként él, de egyértelműen akként működik a ritmustaps (palmas), ami több résztvevő közreműködésével szólal meg. Általában kétféle (tompa és éles) hangon szól és a leosztott szerepek, valamint a flamenco stílus szerint alap, kontra és díszítő szólamok is vannak. Az eredménye egy aszimmetrikus, lüktető, gyors "kattogó" hang, ami nem keverendő össze a kasztanyettával.

## A név jelentése
A zenekar neve spanyol nyelvű, a "Casi" jelentése: majdnem. Az így kódolt "Majdnem Flamenco" név egyfajta önreflexió, ami egyértelműen utal a flamenco zenére, ugyanakkor zárójelezi azt, hiszem magyar tagokból áll, akik a műfajt jelentős részben Magyarországon sajátították el.